# Sree-Kanteerava-Stadion

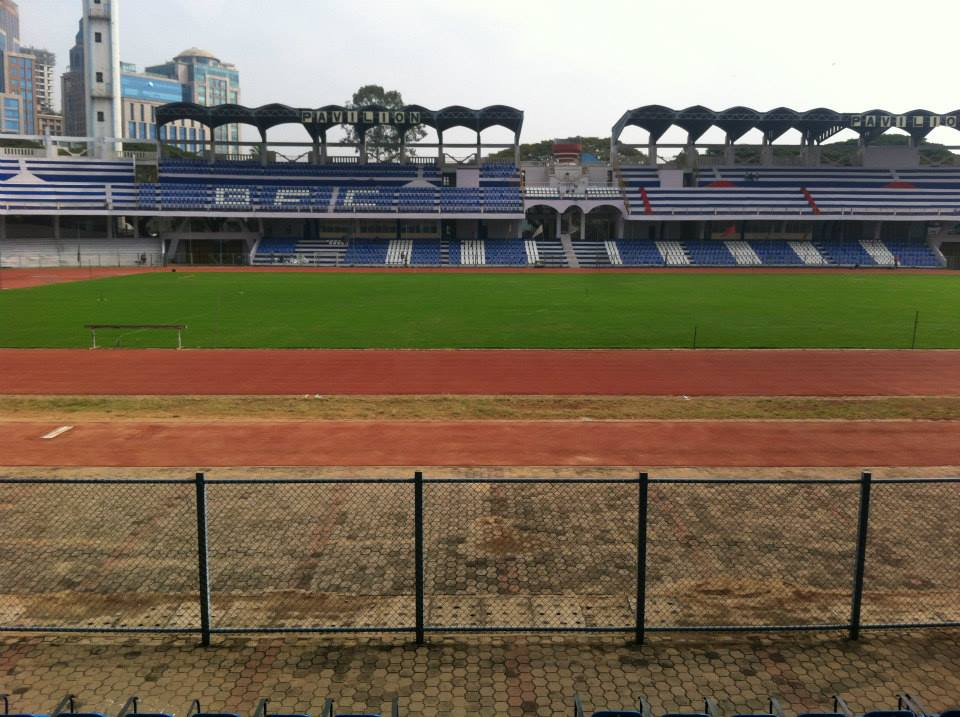
Das Sree-Kanteerava-Stadion

Das Sree-Kanteerava-Stadion (englisch Sree Kanteerava Stadium, auch Sri Kanteerava Stadium) ist ein multifunktionales Stadion in Bengaluru, Indien. Es wird hauptsächlich für Fußballspiele gebraucht, dabei dient es als Heimstätte des Bengaluru FC, der in der höchsten Fußballliga Indiens spielt. Es hat eine Kapazität von 24.000 Plätzen. Das Stadion ist Teil des Sree Kanteerava Sports Complex. Das 100 × 68 Meter große innere Spielfeld ist heute (2017) umgeben von einer 8-bahnigen 400 Meter langen Laufbahn.
2016 spielte hier der Bengaluru FC im Halbfinale des AFC Cups. Die indische Fußballnationalmannschaft trug hier 2016 ihr WM-Qualifikationsspiel gegen die Mannschaft des Oman aus.